# Нарагі
4°32′49″ пд. ш. 149°06′43″ сх. д. / 4.547° пд. ш. 149.112° сх. д.Нарагі (також острів Гіппса, Нарага, Нарега, Наррага, Нарраг, Норд-Айленд або Північний острів) — вулканічний острів в архіпелазі Бісмарка на північ від Нової Британії. Входить до складу провінції Західна Нова Британія держави Папуа Нова Гвінея. Нараге — найпівнічніший острів з островів Віту (також острови Віту).
Острів площею 1,43 км² є лісистою вершиною стратовулкану висотою 307 метрів, який утворився в плейстоцені. Острів оточений кораловим рифом, який лежить на відстані від 200 до 400 метрів від узбережжя. Науково підтверджених відомостей про виверження вулканів немає. На південно-західному та південно-східному узбережжі острова є кілька киплячих гарячих джерел і гейзер, який, як кажуть, досяг десятиметрової висоти в 1880 році. У 1970 році гейзер вивергався на 20—30 секунд кожні 2—3 хвилини і досяг висоти одного метра. Кажуть, що інший гейзер заввишки 45 метрів спостерігався на піщаній мілині за вісім кілометрів на північний захід від Нараге на початку 1860-х років.